# Rattiszell
Rattiszell település Németországban, azon belül Bajorországban. Lakosainak száma 1548 fő (2023. december 31.).

## Népesség
A település népessége az elmúlt években az alábbi módon változott:
| Lakosok száma | 483  | 517  | 1314 | 1523 | 1518 | 1530 | 1494 | 1489 | 1533 | 1548 |
|               | 1961 | 1975 | 1987 | 2012 | 2013 | 2015 | 2016 | 2019 | 2021 | 2023 |